# Berente
Berente is een plaats (község) en gemeente in het Hongaarse comitaat Borsod-Abaúj-Zemplén. Berente telt 1031 inwoners (2001), in 2020 was het inwonertal 1.153.
In de 1954 werd het dorp onderdeel van de nieuwe gemeente Kazincbarcika. In de directe nabijheid van het dorp werd de fabriek van het huidige Borsodchem gebouwd. 
Na de omwentelingen in Hongarije gingen stemmen op in het dorp om opnieuw zelfstandig te worden en de belastingopbrengsten van de fabriek voor de dorpelingen in te zetten. In 1997 werd een referendum gehouden en in 1999 werd Berente opnieuw een zelfstandige gemeente, een van de rijkste van dit deel van Hongarije dankzij Borsodchem.